# Сушобрег-Бистрицький
46°01′ пн. ш. 16°10′ сх. д. / 46.02° пн. ш. 16.16° сх. д.
Сушобрег-Бистрицький (хорв. Sušobreg Bistrički) — населений пункт у Хорватії, в Крапинсько-Загорській жупанії у складі громади Марія-Бистриця.

## Населення
Населення за даними перепису 2011 року становило 81 осіб.
Динаміка чисельності населення поселення:

## Клімат
Середня річна температура становить 10,07 °C, середня максимальна — 24,16 °C, а середня мінімальна — -6,38 °C. Середня річна кількість опадів — 917 мм.
| Клімат поселення                              | Клімат поселення | Клімат поселення | Клімат поселення | Клімат поселення | Клімат поселення | Клімат поселення | Клімат поселення | Клімат поселення | Клімат поселення | Клімат поселення | Клімат поселення | Клімат поселення | Клімат поселення |
| Показник                                      | Січ.             | Лют.             | Бер.             | Квіт.            | Трав.            | Черв.            | Лип.             | Серп.            | Вер.             | Жовт.            | Лист.            | Груд.            |                  |
| Середній максимум, °C                         | 5,70             | 7,75             | 12,08            | 16,22            | 21,12            | 24,16            | 23,38            | 22,82            | 18,93            | 13,80            | 8,29             | 4,27             |                  |
| Середня температура, °C                       | −0,34            | 1,71             | 6,03             | 10,18            | 15,08            | 18,14            | 19,80            | 19,26            | 15,36            | 10,23            | 4,72             | 0,70             |                  |
| Середній мінімум, °C                          | −6,38            | −4,33            | 0,00             | 4,15             | 9,04             | 12,08            | 16,24            | 15,70            | 11,80            | 6,66             | 1,14             | −2,88            |                  |
| Норма опадів, мм                              | 48               | 48               | 62               | 70               | 80               | 104              | 86               | 92               | 87               | 87               | 88               | 65               |                  |
| Середньомісячна швидкість вітру, м/с          | 1.89             | 2.10             | 2.48             | 2.40             | 2.21             | 2.00             | 1.92             | 1.80             | 1.80             | 1.85             | 1.94             | 1.92             |                  |
| Середньомісячна сонячна радіація, кДж/м²·день | 4092             | 6851             | 10490            | 14859            | 18932            | 20782            | 21700            | 18895            | 13962            | 8716             | 4555             | 3284             |                  |
| --------------------------------------------- | ---------------- | ---------------- | ---------------- | ---------------- | ---------------- | ---------------- | ---------------- | ---------------- | ---------------- | ---------------- | ---------------- | ---------------- | ---------------- |
| Джерело:                                      |                  |                  |                  |                  |                  |                  |                  |                  |                  |                  |                  |                  |                  |